# Staatsregeling van Sint Maarten
De Staatsregeling van Sint Maarten is de nationale grondwet van Sint Maarten. De Staatsregeling van Sint Maarten werd unaniem aangenomen door de eilandsraad op 21 juli 2010.
De Staatsregeling van Sint Maarten trad in werking op 10 oktober 2010, na de ontmanteling van de Nederlandse Antillen en het ontstaan van het zelfstandig land Sint Maarten.
De Staatsregeling is juridisch ondergeschikt aan de Grondwet van het Koninkrijk der Nederlanden en het Statuut voor het Koninkrijk der Nederlanden.

## Grondslag (wijziging) Staatsregeling (artikel 42 Statuut)
Ingevolge artikel 42 van het Statuut voor het Koninkrijk der Nederlanden dient in het Koninkrijk de staatsinrichting van Sint Maarten geregeld te worden in de Staatsregeling van Sint Maarten. De Staatsregeling van Sint Maarten wordt vastgesteld bij landsverordening. Elk voorstel tot verandering van de Staatsregeling moet de voorgestelde verandering uitdrukkelijk aanwijzen. Het vertegenwoordigende lichaam, de Staten van Sint Maarten, kan het ontwerp van een dergelijke landsverordening slechts aannemen met twee derden van de uitgebrachte stemmen.

## Fundamentele mensenrechten, vrijheden, rechtszekerheid, deugdelijkheid bestuur (artikel 43 Statuut)
Op grond van artikel 43 van het Statuut moet Sint Maarten bij de staatsregeling –evenals de andere landen van het Koninkrijk–- zorg dragen voor de verwezenlijking van de fundamentele menselijke rechten en vrijheden, de rechtszekerheid en de deugdelijkheid van het bestuur. Het waarborgen van deze rechten, vrijheden, rechtszekerheid en deugdelijkheid van bestuur is een aangelegenheid van het Koninkrijk.

## Speciale regeling aantal belangrijke wijzigingen Staatsregeling (artikel 44 Statuut)
Een landsverordening tot wijziging van de Staatsregeling voor wat betreft zaken die betrekking hebben op:
a. de fundamentele menselijke rechten en vrijheden;
b. de bevoegdheden van de Gouverneur;
c. de bevoegdheden van de vertegenwoordigende lichamen van de landen;
d. en op de rechtspraak,
moet worden overgelegd aan de regering van het Koninkrijk. De wijziging treedt pas in werking nadat de regering van het Koninkrijk haar instemming heeft verleend.
Een ontwerp-landsverordening betreffende de hierboven genoemde bepalingen mag niet aan de Staten worden aangeboden, noch bij een initiatief-ontwerp door dit lichaam in onderzoek genomen worden zonder dat het “gevoelen” van de regering van het Koninkrijk is ingewonnen.

## Inhoud van de Staatsregeling
De Staatsregeling van Sint Maarten kent de volgende hoofdstukken:
1. Grondgebied en eenheid
2. Grondrechten
3. Regering en de gevolmachtigde minister
4. De Staten
5. Raad van Advies, Algemene Rekenkamer, Ombudsman en vaste colleges van advies
6. Wetgeving en bestuur
7. Rechtspraak, openbaar ministerie en politie
8. Slotbepalingen

Ten slotte bevat de staatsregeling nog een aantal additionele artikelen.

## Voetnoten
1. ↑  RNW.nl - Eilandsraad Sint Maarten unaniem achter staatsregeling